# Atalanta Bergamasca Calcio 1975-1976
Questa voce raccoglie le informazioni riguardanti l'Atalanta Bergamasca Calcio nelle competizioni ufficiali della stagione 1975-1976.

## Stagione
La squadra, partita con l'intento di ritornare nel massimo campionato e per questo affidata a Giancarlo Cadè, incappa in un'impressionante serie di episodi sfortunati in campionato, tanto da ritrovarsi nella parte bassa della classifica. La scossa arriva con le dimissioni dell'allenatore a tre giornate dal termine, con l'Atalanta invischiata nella lotta per non retrocedere: affidata il 31 maggio 1976 al tecnico in seconda Gianfranco Leoncini, si salva ottenendo tre vittorie in altrettante partite. Salgono in Serie A il Genoa, il Catanzaro ed il Foggia, retrocedono il Piacenza, il Brindisi e la Reggiana.
In Coppa Italia il cammino dei nerazzurri s'interrompe già a settembre nella prima fase a gironi, a causa delle sconfitte subite contro il Genoa, il Como ed il Modena, e dell'ininfluente vittoria sul Bologna, nel 2º girone che ha promosso il Genoa al gironi finali.

## Organigramma societario
Area direttiva
- Presidente: Achille Bortolotti
- Vice presidente: Enzo Sensi
- Amministr. delegato: Franco Morotti
- Segretario: Giacomo Randazzo

Area tecnica
- Direttore sportivo: Giuseppe Brolis
- Allenatore: Giancarlo Cadè, poi Gianfranco Leoncini
- Vice allenatore: Gianfranco Leoncini

Area sanitaria
- Medico sociale: Gian Carlo Gipponi
- Massaggiatore: Renzo Cividini

## Rosa
| N. |                   | Ruolo | Calciatore                      |
| -- | ----------------- | ----- | ------------------------------- |
|    | Italia (bandiera) | P     | Renato Cipollini                |
|    | Italia (bandiera) | P     | Giuseppe Meraviglia             |
|    | Italia (bandiera) | D     | Gabriele Andena                 |
|    | Italia (bandiera) | D     | Antonio Cabrini                 |
|    | Italia (bandiera) | D     | Bruno Divina                    |
|    | Italia (bandiera) | D     | Paolo Gustinetti                |
|    | Italia (bandiera) | D     | Giorgio Mastropasqua            |
|    | Italia (bandiera) | D     | Antonio Percassi                |
|    | Italia (bandiera) | C     | Pietro Fanna                    |
|    | Italia (bandiera) | C     | Gianpietro Marchetti (capitano) |
|    | Italia (bandiera) | C     | Lucio Mongardi                  |

| N. |                   | Ruolo | Calciatore           |
| -- | ----------------- | ----- | -------------------- |
|    | Italia (bandiera) | C     | Marino Palese        |
|    | Italia (bandiera) | C     | Mario Russo          |
|    | Italia (bandiera) | C     | Augusto Scala        |
|    | Italia (bandiera) | C     | Roberto Tavola       |
|    | Italia (bandiera) | C     | Raffaello Vernacchia |
|    | Italia (bandiera) | A     | Vincenzo Chiarenza   |
|    | Italia (bandiera) | A     | Corrado Marmo        |
|    | Italia (bandiera) | A     | Giuliano Musiello    |
|    | Italia (bandiera) | A     | Hubert Pircher       |
|    | Italia (bandiera) | A     | Alberto Rizzati      |

## Risultati

### Campionato

#### Girone di andata
| Arbitro: | Barbaresco (Cormons) |

|            |           |  |
| Palese 40’ | Marcatori |  |

| Arbitro: | Lenardon (Siena) |

|              |           |                     |
| D'Aversa 38’ | Marcatori | 80’ (rig.) Mongardi |

| Arbitro: | Benedetti (Roma) |

|                        |           |  |
| F. Chimenti 11’ (rig.) | Marcatori |  |

| Arbitro: | Ciacci (Firenze) |

|                        |           |  |
| Pircher 13’ Palese 77’ | Marcatori |  |

| Arbitro: | Pieri (Genova) |

|              |           |  |
| Simonini 76’ | Marcatori |  |

| Arbitro: | Moretto (San Donà di Piave) |

|            |           |  |
| Muraro 34’ | Marcatori |  |

| Arbitro: | Lops (Torino) |

|              |           |  |
| A. Scala 39’ | Marcatori |  |

| Arbitro: | Prati (Parma) |

|                           |           |                       |
| Pruzzo 31’ Bonci 42’, 54’ | Marcatori | 14’ (rig.) Vernacchia |

| Arbitro: | Trinchieri (Reggio Emilia) |

|                   |           |             |
| Ferrari 5’ (aut.) | Marcatori | 91’ Fiaschi |

| Pescara 30 novembre 1975 10ª giornata | Pescara           | 0 – 0 | Atalanta | Stadio Adriatico\| Arbitro: \| Barboni (Firenze) \| |
| Arbitro:                              | Barboni (Firenze) |       |          |                                                     |

| Arbitro: | Serafino (Roma) |

|                |           |  |
| Vernacchia 72’ | Marcatori |  |

| Arbitro: | Terpin (Trieste) |

|               |           |  |
| Altobelli 76’ | Marcatori |  |

| Arbitro: | Bergamo (Livorno) |

|              |           |                       |
| Chiarenza 4’ | Marcatori | 30’ (rig.) Bellizazzi |

| Bergamo 4 gennaio 1976 14ª giornata | Atalanta         | 0 – 0 | Reggiana | Stadio Comunale\| Arbitro: \| Lenardon (Siena) \| |
| Arbitro:                            | Lenardon (Siena) |       |          |                                                   |

| Ferrara 11 gennaio 1976 15ª giornata | SPAL            | 0 – 0 | Atalanta | Stadio Comunale\| Arbitro: \| Celli (Trieste) \| |
| Arbitro:                             | Celli (Trieste) |       |          |                                                  |

| Arbitro: | Moretto (San Donà di Piave) |

|           |           |  |
| Marmo 67’ | Marcatori |  |

| Palermo 25 gennaio 1976 17ª giornata | Palermo           | 0 – 0 | Atalanta | Stadio La Favorita\| Arbitro: \| Barboni (Firenze) \| |
| Arbitro:                             | Barboni (Firenze) |       |          |                                                       |

| Arbitro: | Mattei (Macerata) |

|                  |           |                  |
| Doldi 60’ (rig.) | Marcatori | 57’ Mastropasqua |

| Arbitro: | Gialluisi (Barletta) |

|             |           |  |
| Cabrini 63’ | Marcatori |  |

#### Girone di ritorno
| Arbitro: | Menicucci (Firenze) |

|         |           |  |
| Palanca | Marcatori |  |

| Arbitro: | Schena (Foggia) |

|              |           |  |
| A. Scala 65’ | Marcatori |  |

| Bergamo 29 febbraio 1976 22ª giornata | Atalanta        | 0 – 0 | Sambenedettese | Stadio Comunale\| Arbitro: \| Artico (Padova) \| |
| Arbitro:                              | Artico (Padova) |       |                |                                                  |

| Arbitro: | Prati (Parma) |

|                |           |  |
| D. Ferrari 10’ | Marcatori |  |

| Arbitro: | Levrero (Genova) |

|           |           |  |
| Marmo 51’ | Marcatori |  |

| Arbitro: | Barbaresco (Cormons) |

|               |           |  |
| Chiarenza 32’ | Marcatori |  |

| Arbitro: | V. Lattanzi (Roma) |

|                                   |           |  |
| Chiarenza 20’ (aut.) Musiello 57’ | Marcatori |  |

| Arbitro: | Reggiani (Bologna) |

|  |           |            |
|  | Marcatori | 5’ Mendoza |

| Arbitro: | Terpin (Trieste) |

|                         |           |  |
| Marchetti 53’ Rocca 79’ | Marcatori |  |

| Arbitro: | Trinchieri (Reggio Emilia) |

|                                  |           |  |
| Mongardi 40’ (rig.) A. Scala 63’ | Marcatori |  |

| Arbitro: | Lenardon (Siena) |

|          |           |  |
| Sali 41’ | Marcatori |  |

| Arbitro: | Frasso (Capua) |

|           |           |                     |
| Fanna 24’ | Marcatori | 49’ (aut.) Mongardi |

| Arbitro: | Gazzari (Macerata) |

|                |           |  |
| Bellinazzi 60’ | Marcatori |  |

| Arbitro: | Redini (Pisa) |

|            |           |              |
| Frutti 75’ | Marcatori | 76’ A. Scala |

| Bergamo 23 maggio 1976 34ª giornata | Atalanta      | 0 – 0 | SPAL | Stadio Comunale\| Arbitro: \| Longhi (Roma) \| |
| Arbitro:                            | Longhi (Roma) |       |      |                                                |

| Arbitro: | Serafino (Roma) |

|              |           |  |
| Selvaggi 53’ | Marcatori |  |

| Arbitro: | Barboni (Firenze) |

|                                     |           |  |
| Chiarenza 11’ Vernacchia 84’ (rig.) | Marcatori |  |

| Arbitro: | Trinchieri (Reggio Emilia) |

|                                   |           |  |
| Chiarenza 51’, 89’ Vernacchia 82’ | Marcatori |  |

| Arbitro: | Benedetti (Roma) |

|            |           |                          |
| Gambin 55’ | Marcatori | 41’ Fanna 75’ Vernacchia |

### Coppa Italia

#### Girone 2
| 27 agosto 1975 1ª giornata |  | – Turno di riposo ATALANTA |  |  |

| Arbitro: | Lapi (Firenze) |

|  |           |           |
|  | Marcatori | 89’ Croci |

| Arbitro: | B. Marino (Genova) |

|                              |           |  |
| Cappellini 67’ Scanziani 81’ | Marcatori |  |

| Arbitro: | Lops (Torino) |

|                                |           |                        |
| Bellinazzi 2’ (rig.), 15’, 39’ | Marcatori | 43’ Russo 81’ A. Scala |

| Arbitro: | Panzino (Catanzaro) |

|                                 |           |                |
| Russo 53’ Vernacchia 90’ (rig.) | Marcatori | 13’ Massimelli |

Classifica: Genoa punti 6, Como punti 6, Bologna punti 4, Atalanta punti 2, Modena punti 2.

## Statistiche

### Statistiche di squadra
| Competizione | Punti | In casa | In casa | In casa | In casa | In casa | In casa | In trasferta | In trasferta | In trasferta | In trasferta | In trasferta | In trasferta | Totale | Totale | Totale | Totale | Totale | Totale | DR |
| Competizione | Punti | G       | V       | N       | P       | Gf      | Gs      | G            | V            | N            | P            | Gf           | Gs           | G      | V      | N      | P      | Gf     | Gs     | DR |
| ------------ | ----- | ------- | ------- | ------- | ------- | ------- | ------- | ------------ | ------------ | ------------ | ------------ | ------------ | ------------ | ------ | ------ | ------ | ------ | ------ | ------ | -- |
| Serie B      | 38    | 19      | 12      | 6       | 1       | 20      | 4       | 19           | 1            | 6            | 12           | 6            | 20           | 38     | 13     | 12     | 13     | 26     | 24     | +2 |
| Coppa Italia |       | 2       | 1       | 0       | 1       | 2       | 2       | 2            | 0            | 0            | 2            | 2            | 5            | 4      | 1      | 0      | 3      | 4      | 7      | -3 |

### Statistiche dei giocatori
| Giocatore       | Serie B  | Serie B | Coppa Italia | Coppa Italia | Totale   | Totale |
| Giocatore       | Presenze | Reti    | Presenze     | Reti         | Presenze | Reti   |
| --------------- | -------- | ------- | ------------ | ------------ | -------- | ------ |
| G. Andena       | 38       | 0       | 4            | 0            | 42       | 0      |
| A. Cabrini      | 35       | 1       | 4            | 0            | 39       | 1      |
| Cappellaccio    | 0        | 0       | 1            | 0            | 1        | 0      |
| V. Chiarenza    | 25       | 5       | 0            | 0            | 25       | 5      |
| R. Cipollini    | 33       | 0       | 3            | 0            | 36       | 0      |
| B. Divina       | 21       | 0       | 0            | 0            | 21       | 0      |
| P. Fanna        | 20       | 2       | 2            | 0            | 22       | 2      |
| P. Gustinetti   | 4        | 0       | 0            | 0            | 4        | 0      |
| G.P. Marchetti  | 31       | 0       | 4            | 0            | 35       | 0      |
| C. Marmo        | 28       | 2       | 1            | 0            | 29       | 2      |
| G. Mastropasqua | 22       | 1       | 4            | 0            | 26       | 1      |
| G. Meraviglia   | 6        | 0       | 1            | 0            | 7        | 0      |
| L. Mongardi     | 29       | 2       | 3            | 0            | 32       | 2      |
| G. Musiello     | 0        | 0       | 3            | 0            | 3        | 0      |
| M. Palese       | 10       | 2       | 1            | 0            | 11       | 2      |
| A. Percassi     | 31       | 0       | 4            | 0            | 35       | 0      |
| H. Pircher      | 12       | 1       | 1            | 0            | 13       | 1      |
| A. Rizzati      | 3        | 0       | 4            | 0            | 7        | 0      |
| M. Russo        | 29       | 0       | 2            | 2            | 31       | 2      |
| A. Scala        | 28       | 4       | 4            | 1            | 32       | 5      |
| R. Tavola       | 21       | 0       | 0            | 0            | 21       | 0      |
| R. Vernacchia   | 24       | 5       | 4            | 1            | 28       | 6      |